# Bronisław Mazurek
Bronisław Mazurek, ps. Borowy, Przemysław (ur. 19 stycznia 1913, zm. w kwietniu 1996) – polski nauczyciel, działacz społeczny, żołnierz Batalionów Chłopskich, komendant obwodu Biłgoraj Okręgu Lublin tej organizacji.

## Życiorys
Przed wybuchem II wojny światowej uzyskał średnie wykształcenie i pracował jako nauczyciel.
Włączył się w działalność podziemną w 1940. Początkowo należał do Związku Walki Zbrojnej, lecz później przeniósł się do Chłopskiej Straży i dalej do Batalionów Chłopskich. Należał do Stronnictwa Ludowego „Roch”. Należał do władz SL „Roch” w powiecie biłgorajskim i od marca do września 1943 pełnił funkcję komendanta obwodu Biłgoraj BCh. Następnie został delegatem Rządu na powiat biłgorajski.
Po ujawnieniu się wobec wkraczających władz radzieckich został 11 sierpnia 1944 aresztowany przez NKWD i wywieziony drogą powietrzną ze Świdnika do Kijowa. Powtórnie przywieziony do Lublina, skąd 3 września wysłany do Charkowa i łagrów w Diagilewie i obozu jenieckiego NKWD w Griazowcu. Powrócił do kraju 4 listopada 1947, lecz był w dalszym ciągu nękany przez UB i w konsekwencji opuścił Lubelszczyznę.